# Cyrtanthus breviflorus
Cyrtanthus breviflorus är en amaryllisväxtart som beskrevs av William Henry Harvey. Cyrtanthus breviflorus ingår i släktet Cyrtanthus, och familjen amaryllisväxter. Inga underarter finns listade i Catalogue of Life.